# Hranuș Arșaghian
Hranuș (Narghiz) Arșaghian (în armeană Հերանուշ (Նարգիզ) Արշակեան; n. 28 iulie 1887, Beşiktaş⁠(d), Imperiul Otoman, Turcia – d. 27 martie 1905, Constantinopol, Imperiul Otoman) a fost o poet armeană.

## Biografie
Hranuș Arșaghian s-a născut în districtul Beşiktaş din Constantinopol în 1887. Tatăl ei, Hagop, care a murit când ea avea vârsta de 3 ani, era un activist social important în comunitatea armenească din Constantinopol. Când Hranuș a împlinit 10 ani, a intrat la școala franceză de fete din cartierul Bakırköy. După ce a studiat acolo un an și jumătate, Hranuș Arșaghian și-a continuat studiile la Școala Armenească Makruhian din districtul Besiktas. Profesorii lui Arshagian au fost foarte impresionați de eseurile și scrierile literare ale ei, dar fata a trebuit să-și întrerupă studiile din motive de sănătate, atunci când medicii i-au sugerat să locuiască în afara orașului. Ea s-a mutat la o fermă de la marginea cartierului Edikule, unde a fost inspirată de mediul natural din împrejurimi. În acei ani, Hranuș Arșaghian a început să scrie poezie. Ea a scris în memoriile sale: „Câmpurile sunt verzi. În depărtare pot vedea Constantinopolul cu suburbiile sale mereu în mișcare. Dincolo sunt dealurile și munții acoperiți de ceață și Marea Marmara atât de frumoasă, tremurând sub razele încinse ale soarelui...”
Hranuș Arșaghian a murit de tuberculoză la 27 martie 1905 la vârsta de 18 ani. 

## Poezie
Ea a scris câteva povestiri și poezii lirice și mai multe scrisori, care au fost publicate după moartea autoarei în ziarul Țaghig (Floarea) al lui Haiganuș Mark. Poeziile ei reflectă amintirile și visele ei, care, potrivit criticilor literari, erau stimulate de regretul față de moartea timpurie a tatălui ei și de îmbolnăvirea ei de tuberculoză din cauza sărăciei.
În 1910 Hrand Nazarianț, care s-a aflat în continuă legătură cu Hranuș Arșaghian, a publicat o carte despre viața și opera ei la Constantinopol.
Scrierile ei au fost reeditate în URSS în 1956 în volumul Слёзы душ („Lacrimi din suflet”), iar în 2018, pe baza scrierilor sale, trupa de teatru Hangardz din Istanbul a fost pus în scenă în Serbia piesa „Găsește într-un prieten ceea ce nu avem”.